# Winter Park (Florida)
Winter Park is een plaats (city) in de Amerikaanse staat Florida, en valt bestuurlijk gezien onder Orange County.

## Demografie
Bij de volkstelling in 2000 werd het aantal inwoners vastgesteld op 24.090.
In 2006 is het aantal inwoners door het United States Census Bureau geschat op 28.083, een stijging van 3993 (16.6%).

## Geografie
Volgens het United States Census Bureau beslaat de plaats een oppervlakte van
22,4 km², waarvan 19,0 km² land en 3,4 km² water.

## Plaatsen in de nabije omgeving
De onderstaande figuur toont nabijgelegen plaatsen in een straal van 8 km rond Winter Park.

## Geboren
- Amanda Bearse (9 augustus 1958), actrice
- Dax McCarty (30 april 1987), voetballer
- Spencer Locke (20 september 1991), actrice
- Arielle Kebbel (januari 1985), actrice